# Themsentunneln

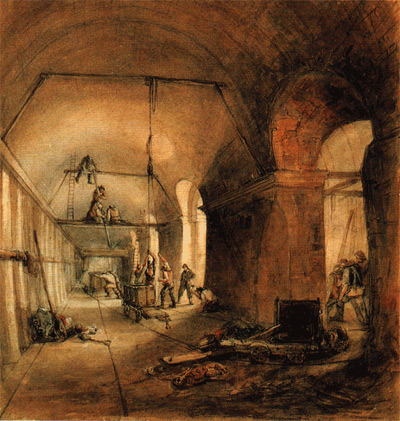
Themsentunneln under byggtiden 1830.

Themsentunneln (engelska: Thames Tunnel) byggdes under floden Themsen i London, Storbritannien, mellan Rotherhithe och Wapping av Marc Isambard Brunel och hans son Isambard Kingdom Brunel 1825–1843 med M. I. Brunels nya patenterade tunnelteknik med en flyttbar tunnelsköld som stabiliserade marken. Det var den första tunneln under Themsen och den första tunneln under en flod stor nog att bära båttrafik.
Att gräva tunneln var förenat med stora kostnader och risker, då tekniken och omfattningen var ny och dittills i stort sett oprövad. Marken var dessutom synnerligen svårbemästrad och bestod mest av sedimenterad sand och lätt lera eller dy. Två större tillbud ägde rum, 18 maj 1827, och 12 januari 1828, då tunneln vattenfylldes. På grund av ekonomiska problem stod bygget still sju år och återupptogs 1836. Arbetet slutfördes och tunneln öppnades den 25 mars 1843.
Ursprungligen avsedd för hästdragen trafik blev den istället en gångtunnel tills den köptes av East London Railway 1865 för att användas som järnvägstunnel samt senare av tunnelbanan. Den är idag en del av London Overground och en av de stabilare tunnlarna i systemet och har aldrig drabbats av läckage eller ras.